# James Dempster (cầu thủ bóng đá)
James Barclay Dempster (30 tháng 1 năm 1896 – 1957) là một cầu thủ bóng đá người Anh thi đấu ở vị trí thủ môn cho Sunderland.